# Chiesa di San Gennaro dei Cavalcanti
La chiesa di San Gennaro dei Cavalcanti era una chiesa di Napoli, ubicata nel rione Materdei in piazzetta San Gennaro a Materdei.

## Storia
In occasione dell'eruzione del Vesuvio del 1631 il cardinale Francesco Boncompagni fondò una congregazione di laici dedicata a san Gennaro il cui compito era raccogliere e preservare le fanciulle povere e le orfane dell'eruzione.
La prima sede del conservatorio fu la zona del sedile di Capuana, presso il decumano maggiore, fino al 1641 (secondo il Galante il 1651) quando il mercante e finanziere Bartolomeo d'Aquino, I principe di Caramanico (1609-1658), donò un suo palazzo in via Monteoliveto affinché divenisse la nuova sede del conservatorio e permise la costruzione di una cappella.
Nel 1750, ci si accorse che il numero delle donne ospitate era assai cresciuto, così la Nobildonna Emilia Chiarizia, vedova del consigliere Capezzuto, comprò per 16.000 ducati, un suolo nel territorio di Materdei su cui erigere il nuovo conservatorio e la chiesa attigua, che furono inaugurati nel 1752. Pur non essendoci certezza sulla paternità del progetto della chiesa, è stata avanzata l'ipotesi che ne fosse autore Giuseppe Astarita, il quale non solo fu attivo nella zona, ma vi abitava anche, a poca distanza dalla chiesa.
La chiesa custodiva una tela di Massimo Stanzione che raffigurava  san Gennaro che protegge la città di Napoli dal Vesuvio, posta sull'altare maggiore, Sant'Emidio dello stesso e Cristo con le tre Marie di Andrea Vaccaro.
Riguardo al primo quadro, è stata avanzata la tesi che non sia stato lo Stanzione, ma Giuseppe Marullo suo discepolo a dipingere il quadro. Questo è dunque risalente al passaggio della sede nel palazzo Caramanico e all'edificazione della cappella. La veduta a volo d'uccello presente nel quadro è stata attribuita a Didier Barra, vero e proprio maestro delle panoramiche a volo d'uccello.
Durante la seconda guerra mondiale i soldati tedeschi utilizzarono la chiesa come deposito di armi e fu danneggiata, nel dopoguerra fu sconsacrata.
Proprio negli anni della ricostruzione la chiesa diventò il luogo di partenza dell'attività evangelica e caritatevole di don Mario Borrelli, il quale fa della struttura un centro di accoglienza e di aiuto per i bisognosi del rione, specialmente i bambini e i ragazzi, i cosiddetti scugnizzi.
Così nacque nel 1950 la Casa dello scugnizzo, la quale si ingrandì negli anni a seguire. L'ingrandimento dell'istituto portò alla costruzione di un nuovo edificio grande abbastanza per accogliere i tanti ragazzi. La chiesa fu dunque abbattuta.